# Playlist pitching
Playlist Pitching (englisch für auf die Wiedergabeliste werfen) ist ein Marketing-Verfahren, bei dem Lieder an die Ersteller von Wiedergabelisten versendet werden, damit sie in die in ihnen aufgenommen werden. Meist konzentriert man sich hierbei auf möglichst große Wiedergabelisten, um viele Hörer zu erreichen. Die größten Playlists werden meist von den Musikstreaming-Plattformen selbst erstellt und verwaltet. Es gibt jedoch auch Playlists, die von Hörern und Nutzern der jeweiligen Portale erstellt wurden.
Playlist Pitching ist eine gängige Methode, um mehr Hörer zu erreichen. So gab es Fälle, in denen sich Künstler in mehreren hundert Playlists platzieren konnten und so viele neue Hörer gewinnen konnten.

## Rezeption und Anwendung
Nach einem Bericht von Rolling Stone vom 27. Februar 2020 nutzten über 70 Tausend Musiker auf Spotify bereits das systemeigene Tool, um sich für eine Playlist zu bewerben. Die Zeitung sieht hierbei auch eine Chance für kleinere Musiker, im großen Musikmarkt aufsteigen zu können. Fortune kritisiert hingegen das Geschäft mit der Marketing-Methode und wie sie die Musiklandschaft beeinflusst und Zahlen verfälscht. Mit der Aussage „streaming killed the radio star“ bezieht die Zeitung sich auf den Songhit Video Killed the Radio Star von The Buggles und sieht daher in Playlist-Pitching auf Streamingdiensten mittlerweile ein ähnliches Geschäftsmodell wie beim bezahlten Spielen von Songs im Radio. Wired schrieb bereits 2017 einen Artikel über die Bedeutung des Playlist-Pitching auf Spotify für die Musikindustrie und deckte damit die Praktik für die Öffentlichkeit auf. Die Zeitung The Guardian widmete sich ebenfalls 2017 der zunehmenden Bedeutung von Playlists und Playlist-Pitching im Musikbereich und vermerkte, dass Playlists das Musikalben-Format auf Streamingplattformen vermehrt ersetzten oder an Bedeutung zunähmen.